# Rosa uniflora
Rosa uniflora es una especie de planta del género Rosa, de la familia Rosaceae.

## Taxonomía
Rosa uniflora fue descrita por Galushko en 1959.

## Distribución
Se encuentra en el territorio del Cáucaso septentrional.